# Przyrowa (województwo mazowieckie)
Przyrowa – wieś sołecka w Polsce położona w województwie mazowieckim, w powiecie ciechanowskim, w gminie Ojrzeń.
| SIMC    | Nazwa        | Rodzaj    |
| ------- | ------------ | --------- |
| 1054156 | Ostrowo-Budy | część wsi |

W latach 1975–1998 miejscowość położona była w województwie ciechanowskim.